# Order Świętego Jerzego (Bawaria)
Order Świętego Jerzego, Order Jerzego (niem. Georgsorden), Order Rycerski Świętego Jerzego (Ritterorden des Heiligen Georgius), Order Rycerski Świętego Jerzego (Ritterorden vom heiligen Georg), Order Domowy Rycerski Świętego Jerzego (Haus-Ritterorden vom heiligen Georg), Order domowy św. Jerzego (Haus-Orden vom heiligen Georg) – order rycerski Elektoratu Bawarii, a później Królestwa Bawarii, ustanowiony 24 kwietnia 1729 na cześć Świętego Jerzego przez Karola I Alberta. Rangę drugiego w kolejności starszeństwa orderu państwowego otrzymał w 1778. Po wchłonięciu Bawarii przez Cesarstwo Niemieckie w 1871 został utrzymany jako królewski order domowy, a po likwidacji cesarstwa w wyniku przegranej I wojny światowej w 1918, przetrwał jako jeden z trzech orderów dynastycznych królewskiej gałęzi rodu Wittelsbachów.
Podzielony był na trzy klasy:
- Wielki Komandor później Krzyż Wielki (Großkommenthurn, Großkreuz),
- Komandor (Kommenthurn, później Commandeur),
- Kawaler (Ritter).

## Wielcy Mistrzowie
1. Karol I Albert Wittelsbach
2. Maksymilian III Józef Wittelsbach
3. Karol II Teodor Wittelsbach
4. Maksymilian IV Józef Wittelsbach
5. Ludwik I Wittelsbach
6. Maksymilian II Wittelsbach
7. Ludwik II Wittelsbach
8. Otton I Wittelsbach
9. Ludwik III Wittelsbach
10. Ruppert Maria Wittelsbach
11. Albert Wittelsbach
12. Franciszek Wittelsbach